# Clube de Regatas do Flamengo (Superleague Formula)
Clube de Regatas do Flamengo is een Braziliaans racingteam dat deelnam aan de Superleague Formula. Het team is gebaseerd op de voetbalclub Clube de Regatas do Flamengo dat deelneemt aan de Campeonato Brasileiro Série A.

## 2008
In 2008 reed de Braziliaan Tuka Rocha het hele seizoen voor het team, met als hoogtepunt een pole position en een tweede plaats op Donington Park. Het team eindigde hiermee als zestiende in het kampioenschap. De constructeur van het team was Team Astromega.

## 2009
Voormalig Formule 1-coureur Enrique Bernoldi reed in alle rondes, behalve Monza waar Jonathan Kennard reed, van het seizoen 2009, met als hoogtepunt een derde plaats op Estoril. De eerste helft van het seizoen werd het team gerund door Delta Motorsport en Alan Docking Racing, de tweede helft was de constructeur Azerti Motorsport.

## 2010
In 2010 rijdt de Brit Duncan Tappy voor Flamengo. In de eerste race op Silverstone behaalde hij al meteen een derde positie. Na een raceweekend moet hij zijn zitje alweer afstaan aan de Fransman Franck Perera. Het team wordt dit jaar gerund door Alpha Team.
Actief in 2011: RSC Anderlecht · Atlético Madrid · Team Australië · Team Brazilië · Team China · Team Engeland · Galatasaray SK · Girondins de Bordeaux · Team Japan · Team Luxemburg · Team Nederland · Team Nieuw-Zeeland · PSV Eindhoven · Team Rusland · Sparta Praag · Team Zuid-Korea
Niet actief: Al Ain FC · FC Basel · Beijing Guoan · Borussia Dortmund · SC Corinthians Paulista · Clube de Regatas do Flamengo · Liverpool FC · FC Midtjylland · AC Milan · Olympiakos Piraeus · Olympique Lyonnais · FC Porto · Glasgow Rangers · AS Roma · Sevilla FC · Sporting Clube de Portugal · Tottenham Hotspur FC